# Tongo Doumbia
Tongo Hamed Doumbia (Vernon, 8 giugno 1989) è un calciatore francese naturalizzato maliano, centrocampista del Tuwaiq.

## Carriera

### Club
Ha iniziato la sua carriera da calciatore nel 1999 militando nelle giovanili dell'Olympique Noisy-le-Sec per tre stagioni e nel 2002 si è trasferito al Les Lilas dove ha giocato nelle giovanili del club per tre stagioni. Nel 2006 si trasferisce per una sola stagione al Montreuil e nel 2007 viene acquistato dallo Châteauroux. Ha giocato la prima stagione nella squadra di Châteauroux nelle giovanili e nel 2009, precisamente il 20 febbraio, ha esordito con la prima squadra durante il match giocatosi contro il Guingamp. Si trasferisce il 19 giugno dello stesso anno alla squadra di Rennes, lo Stade Rennais e compie il suo esordio il 23 settembre 2009 durante la partita di Coupe de la Ligue contro il Sochaux.

## Statistiche

### Presenze e reti nei club
Statistiche aggiornate al 2 agosto 2017
| Stagione        | Squadra         | Campionato      | Campionato | Campionato | Coppe nazionali | Coppe nazionali | Coppe nazionali | Coppe continentali | Coppe continentali | Coppe continentali | Altre coppe | Altre coppe | Altre coppe | Totale | Totale |
| Stagione        | Squadra         | Comp            | Pres       | Reti       | Comp            | Pres            | Reti            | Comp               | Pres               | Reti               | Comp        | Pres        | Reti        | Pres   | Reti   |
| --------------- | --------------- | --------------- | ---------- | ---------- | --------------- | --------------- | --------------- | ------------------ | ------------------ | ------------------ | ----------- | ----------- | ----------- | ------ | ------ |
| 2008-2009       | Châteauroux     | L2              | 1          | 0          | -               | -               | -               | -                  | -                  | -                  | -           | -           | -           | 1      | 0      |
| 2009-2010       | Rennes          | L1              | 3          | 0          | CF+CdL          | 1+2             | 0               | -                  | -                  | -                  | -           | -           | -           | 6      | 0      |
| 2010-2011       | Rennes          | L1              | 19         | 0          | CF+CdL          | 0+1             | 0               | -                  | -                  | -                  | -           | -           | -           | 20     | 0      |
| 2011-2012       | Rennes          | L1              | 25         | 2          | CF+CdL          | 4+0             | 0               | UEL                | 5                  | 0                  | -           | -           | -           | 34     | 2      |
| Totale Rennes   | Totale Rennes   | Totale Rennes   | 47         | 2          |                 | 5+3             | 0               |                    | 5                  | 0                  |             | -           | -           | 60     | 2      |
| 2012-2013       | Wolverhampton   | FLC             | 33         | 2          | FACup+CdL       | 0+2             | 0               | -                  | -                  | -                  | -           | -           | -           | 35     | 2      |
| 2013-2014       | Valenciennes    | L1              | 36         | 4          | CF+CdL          | -               | -               | -                  | -                  | -                  | -           | -           | -           | 36     | 4      |
| 2014-2015       | Tolosa          | L1              | 24         | 3          | CF+CdL          | 1+1             | 0               | -                  | -                  | -                  | -           | -           | -           | 26     | 3      |
| 2015-2016       | Tolosa          | L1              | 25         | 1          | CF+CdL          | 1+2             | 0               | -                  | -                  | -                  | -           | -           | -           | 28     | 1      |
| 2016-2017       | Tolosa          | L1              | 10         | 0          | CF+CdL          | 1+1             | 0               | -                  | -                  | -                  | -           | -           | -           | 12     | 0      |
| Totale Tolosa   | Totale Tolosa   | Totale Tolosa   | 59         | 4          |                 | 3+4             | 0               |                    | -                  | -                  |             | -           | -           | 66     | 4      |
| Totale carriera | Totale carriera | Totale carriera | 176        | 12         |                 | 17              | 0               |                    | 5                  | 0                  |             | -           | -           | 198    | 12     |

## Palmarès

### Club

#### Competizioni nazionali
- Campionato croato: 2

Dinamo Zagabria: 2017-2018, 2018-2019
- Coppa di Croazia: 1

Dinamo Zagabria: 2017-2018